# Winston Dookeran
Winston Dookeran (ur. 24 czerwca 1943 w Rio Claro, Trynidad), trynidadzko-tobagijski polityk, ekonomista, lider Kongresu Ludu (Congress of the People, COP), członek parlamentu. Pełnił obowiązki premiera w czasie zamachu stanu w lipcu 1990. 

## Życiorys
W 1966 ukończył ekonomię i matematykę na Uniwersytecie Manitoba w Kanadzie. Następnie do 1969 kontynuował naukę w London School of Economics w Wielkiej Brytanii. 
Po zakończeniu nauki wykładał ekonomię na Uniwersytecie Indii Zachodnich (1971-1986). W 1981 został po raz pierwszy wybrany członkiem parlamentu jako kandydat Zjednoczonego Frontu Pracy (United Labour Front) w okręgu Chaguanas. W 1986 wszedł po raz drugi do parlamentu z listy Narodowego Sojuszu na rzecz Odbudowy (National Alliance for Reconstruction), koalicji wyborczej Zjednoczonego Frontu Pracy. W gabinecie premiera Arthura Robinsona objął stanowisko ministra planowania i mobilizacji (1986-1991). Został również wybrany wiceprzewodniczącym Narodowego Sojuszu na rzecz Odbudowy. 
27 lipca 1990 muzułmańskie ugrupowanie Jamaat al Muslimeen dokonało zamachu stanu. W wyniku opanowania siedziby rządu, premier Robinson i większość członków jego gabinetu zostali wzięci na 6 dni jako zakładnicy. W tym czasie Dookeran, przebywający w chwili zamachu poza budynkiem rządu, pełnił obowiązki szefa rządu. 1 sierpnia 1990 zamachowcy poddali się, a premier został uwolniony. 
W wyborach parlamentarnych w 1991 poniósł porażkę i nie zdobył mandatu. W latach 1996–1997 był ekonomistą w Komisji Gospodarczej Narodów Zjednoczonych ds. Ameryki Łacińskiej i Karaibów (UNECLAC). 
W lipcu 1997 został prezesem Banku Centralnego Trynidadu i Tobago. Stanowisko zajmował do 2002, kiedy po raz trzeci dostał się do parlamentu jako członek Zjednoczonego Kongresu Narodowego (United National Congress, UNC). W październiku 2005 zastąpił na stanowisku przewodniczącego UNC Basdeo Panday'a. 
10 września 2006 ogłosił rezygnację ze stanowiska lidera Zjednoczonego Kongresu Narodowego i powołanie własnej partii - Kongresu Ludu (Congress of the People, COP).
W wyborach parlamentarnych w listopadzie 2007 COP nie zdobył żadnego mandatu. Przed wcześniejszymi wyborami parlamentarnymi w maju 2010 jego partia zawarła koalicję Partnerstwo Ludowe z największą partią opozycyjną Zjednoczony Kongresem Ludowym (UNC). Koalicja odniosła zwycięstwo zdobywając 29 z 41 miejsc w parlamencie.